# Max Hellwig
Max Hellwig (* 9. März 1873 in Zahna; † nach 1932) war ein deutscher Politiker (Wirtschaftspartei).

## Leben
Nach dem Besuch der Bürgerschule in Halle (Saale) absolvierte Hellwig eine Bäckerlehre, die er mit der Gesellenprüfung abschloss. Später legte er die Meisterprüfung ab und arbeitete als selbständiger Bäckermeister. Er war Vorstandsmitglied des Handwerkerbundes und Vorstandsmitglied der Halleschen Bäckerinnung. Darüber hinaus betätigte er sich als Fachlehrer und Prüfungsmeister für die Gesellen- und Meisterprüfung.
Im Mai 1928 wurde Hellwig für die Reichspartei des Deutschen Mittelstandes (Wirtschaftspartei) als Abgeordneter in den Preußischen Landtag gewählt, dem er bis 1932 angehörte. Im Parlament vertrat er den Wahlkreis 11 (Merseburg).